# Бротцайт

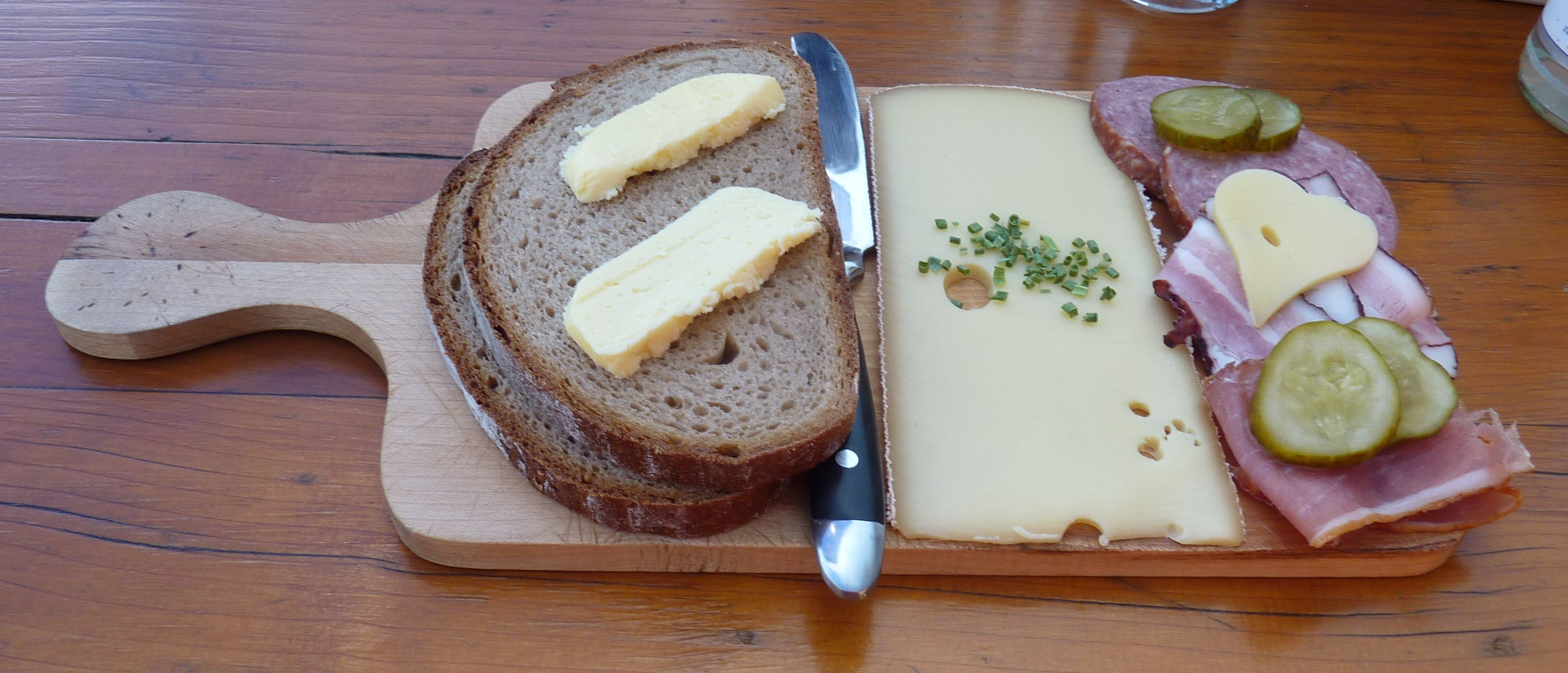
Порционный бротцайт с колбасной нарезкой, сыром и маринованными огурцами

Бро́тцайт (нем. Brotzeit — «хлебное время») — промежуточный приём пищи в Германии, преимущественно в Баварии, считается элементом баварской культуры. Изначально сытная еда баварских крестьян и пастухов. Бротцайт обычно представляет собой послеобеденный перекус из бутербродов с колбасой и сыром, обычно в компании друзей и ассоциируется с прогулками на природе или тенистым местечком в летнем пивном саду, но также по немецкому этикету может оформляться как своеобразный неформальный ранний ужин с фуршетным столом, на котором выкладывают колбасы и сыры для самостоятельного нарезания приглашёнными.
В сервированный порционный бротцайт входят хлеб, предпочтительно ржаной с тмином, «крестьянский», или брецель, а также смалец, приготовленный с репчатым луком и яблоком и приправленный тимьяном и майораном, или сливочное масло, колбасы разных сортов, ветчина, сыры, обацда и варёные яйца для приготовления бутербродов, к которым прилагаются маринованные огурцы, маринованные луковки, редис или редька. Бротцайт обычно сервируют на деревянных разделочных досках для удобства приготовления и поедания бутербродов. В бротцайт могут также входить салаты, как «зелёный» из салатных листьев, так и более сытные: капустный, картофельный или колбасный. Из напитков к бротцайту подходят пиво и вино. Специализированные предприятия торговли предлагают готовые нарезки для сервировки бротцайта на заказ.
В культуре баварских пивных садов, особенно загородных под Мюнхеном, сложился обычай приносить закуску к пиву «бротцайт» с собой. В Австрии бротцайту соответствует «я́узе» (нем. Jause). С 2009 года немецкая актриса Уши Глас возглавляет социальный проект Brotzeit по поддержке школьных завтраков для детей из необеспеченных семей. Название Brotzeit носит сингапурская сеть предприятий общественного питания, предлагающая блюда баварской кухни.